# Hornet (Achterbahnmodell)
Hornet ist die Bezeichnung eines Stahlachterbahnmodells des Herstellers Zierer Rides, welches erstmals 1994 ausgeliefert wurde. Die erste Auslieferung eröffnete als Vol D’Icare im französischen Parc Astérix. Bisher gibt es zwei Auslieferungen des Modells.
Die 410 m lange Strecke, die sich über einer Grundfläche von 54 m × 35 m erstreckt, erreicht eine Höhe von 10,7 m.

## Züge
Hornet-Achterbahnen besitzen fünf Züge mit jeweils zwei Wagen. In jedem Wagen können zwei Personen hintereinander Platz nehmen.

## Standorte
| Achterbahn  | Betreiber                    | Land                   | Eröffnung |
| ----------- | ---------------------------- | ---------------------- | --------- |
| Hornet      | Flambards Village Theme Park | Vereinigtes Königreich | 1995      |
| Vol D’Icare | Parc Astérix                 | Frankreich             | 1994      |